# Valoni
Valonii (în valonă Walons, în franceză Wallons) sunt un popor romanic din Belgia, care locuiește în sudul și sud-estul țării. Pe lângă teritoriul belgian, comunități valone importante mai există în Franța, Statele Unite, Argentina, Brazilia, etc.
Valonii reprezintă urmașii belgilor romanizați de-a lungul secolelor I î.Hr. - V d.Hr., care au resimțit o puternică influență francă după căderea Imperiului Roman.
Vorbesc cu preponderență franceza și mai puțin valona. Între secolele XVI și XIX, cei mai mulți valoni în mod deliberat au trecut la limba franceză standard, din cauza prestigiului acesteia mai mare, dar păstrând totodată o identitatea etnică excelentă, datorată locuirii într-un alt stat. Cu participarea directă a valonilor în capitala Belgiei, Bruxelles, în secolele XIX și XX s-a format o altă sub-etnie valonă, cea Bruxelleză.